# Методия Ивановски
Методия Ивановски - Менде (на македонска литературна норма: Методија Ивановски - Менде) е художник и сценограф от Република Македония.
Ивановски е сред първите професионални театрални сценографи и е основоположник на телевизионната сценографи в страната.

## Биография
Роден е на 14 май 1929 година в Битоля, тогава в Кралство Югославия. Завършва Художествено училище и Педагогическа академия в Скопие. Специализира в Италия (1954), в Париж (1957 и 1977), в Прага и Братислава (1970) и в Ню Йорк (1982).
Творческият му опус е голям. Първата му театрална сценография е за френската комедия „Женичке, какво да ти сготвя за закуска“ от Фелисиан Марсо (1970). Следват „Ленче кумановче“ от Васил Ильоски (1971), „Поп Киро и поп Спиро“ от Стеван Сремац, „Всички мои синове“ от Артър Милър (1971), „Поглед от моста“, също на Милър, „Печалбари“ от Антон Панов, „Хубавината стъпва сама“ от Томе Арсовски, „Реквием за една светица“ от Уилям Фокнър, „Ричард III“ от Душан Ковачевич.
Автор е и на сценографията на 50 телевизионни драми: „Земляци“ (1969), „Крепост“ (1970), „Роза за Евгений Андрич“ (1970), „Клепсидра“ (1974), „Скършеният живот“ (1974), „Премиера“ (1983) и други. Телевизионните му сериали са „Вълшебното самарче“, „Наши години“ и „По наш начин“. Асистент е на сценографията в игралните филми „Планината на гнева“, „Републиката в пламък“, „Яд“ (1975), „Възел“ (1984), „Македонска сага“.
Член е на Дружеството на художниците от 1952 година и на групата ВДИСТ от 1955 година. Прави самостоятелни изложби в Македония, Белград, Загреб, Ню Йорк, както и в много групови в Хърватия, Словения, Франция, България, Полша, Черна гора. Носител е на много награди.
Умира в Скопие на 1 януари 1995 година.